# Valimitika
Valimitika (griechisch Βαλιμίτικα (n. pl.)) ist ein Dorf im Gemeindebezirk Egio der westgriechischen Gemeinde Egialia.
Der Ort liegt am Golf von Korinth, sieben Kilometer südwestlich der Stadt Egio und zählt 457 Einwohner (2021).
Bekannt ist das Dorf als Geburtsort der EU-Politikerin Vasso Papandreou.